# ソテツ科
ソテツ科（ソテツか、学名: Cycadaceae）は、ソテツ綱ソテツ目に属する裸子植物の科の1つであり、現生属としてはソテツ属（学名: Cycas）のみを含む。常緑樹であり、幹は半地下性のものから高さ12メートルほどになるものまでいる（図1）。葉は茎頂に密生し、羽状複葉、これを構成する小葉は線形で1本の葉脈をもつ。雌雄異株であり、"雄花"（小胞子嚢穂）または"雌花"（大胞子葉の集まり）を茎頂に形成する。2023年現在120種ほどが知られ、東アフリカ、南アジアから東アジア南部、東南アジア、オーストラリア北部の熱帯から亜熱帯域に分布する。日本での自生種はソテツ（Cycas revoluta）のみであり、九州南部から南西諸島に自生する。

## 特徴
基本的に常緑樹であり、外観はヤシに似ている。幹は太い円柱状、短く半地下生のもの（下図2a）から高さ12メートル (m) に達するものまでいる。幹は柔らかい多髄質であり、皮層と髄が発達している。幹は分岐しないか、わずかに分岐する（下図2b）。幹の表面はふつう葉の基部が残ったものでうろこ状に覆われるが（下図2c）、ときに平滑。地表に特殊化した根（サンゴ状根）を形成し、その中に窒素固定（窒素分子を植物が利用可能なアンモニアに変換する）を行うシアノバクテリア（藍藻）が共生している。また、サイカシンやBMAAなどの毒を全体に含み、これらの毒の生成には共生シアノバクテリアが関わっていると考えられている。
ほとんどの種は常緑性であるが、オーストラリア産の C. armstrongii や C. lane-poolei は、乾季に落葉する。葉はふつう1回、まれに2–3回羽状複葉であり（下図3a, b）、多数の葉が茎頂に互生してらせん状に密生している（上図2a, b）。幼葉では、小葉が表側（向軸側）に巻き込んでいる（下図3c）。葉軸は平滑または棘がある。小葉は葉軸に互生または亜対生し、線状でふつう全縁だがときに鋸歯があり、中軸に1本の葉脈のみをもつ（下図3）。この葉脈が分枝しない点で、他のソテツ類（ザミア科）とは異なる。小葉は葉軸基部に向かって小さくなり、葉柄部ではトゲ状の突起に移行する。鱗片葉（低出葉）が普通葉と交互に生じ、ふつう固く尖っている。
雌雄異株。雄株は、らせん状に密に配列した多数の小胞子葉（雄性胞子葉）からなる卵形から円柱形の"雄花"（雄球花、雄性球花、雄錐、花粉錐、小胞子嚢穂、雄性胞子嚢穂）が茎頂に直立し、花後にはわきから新芽が生じて成長を再開する（仮軸成長）（上図2a, 下図4a, b）。小胞子葉の裏面（背軸面）に花粉嚢（小胞子嚢）が放射状に3–5個ずつ集まって多数密生する（下図4c）。雌株は、茎頂に大胞子葉が螺生して密生し、ドーム状の塊（"雌花"、大胞子葉群）を形成するが、他のソテツ類のようなまとまった胞子嚢穂にはならない（下図5a）。頂芽は維持され、"花後"には再び成長を再開する。大胞子葉は先が広がりときに羽状に分岐し、基部が柄となってその側方に1–5対の直生胚珠が互生している（下図5）。種子は卵形や円形、楕円形など多様であり、やや扁平、種皮は紅色、黄色、緑色などで多肉質の外層、木質の中層、膜質の内層に分化する。発芽時には、種皮は縦裂開する。子葉は2枚、地下生。染色体基本数は x = 11、多くは染色体数 2n = 22, 24。

## 分布・生態
東アフリカ、マダガスカル、南アジアから東アジア南部、東南アジア、オーストラリア北部、ポリネシアの熱帯から亜熱帯域に分布する（下図6a）。
海岸沿いの低地から内陸の山地まで広く分布し、林内から林縁、サバンナ、荒地、急斜面など種によって生育環境は多様である（上図6b, c）。石灰岩地に生えるものも多い。いくつかの種は山火事に強く、火後に茎頂から再び芽吹くことができる。
ソテツではおもに昆虫、一部風による花粉媒介（風虫両媒）が報告されており、他の種でもそのような例が多いことが示唆されている。同じソテツ目のザミア科の多くで見られているような、特異性が高い昆虫媒走られていない。
ソテツ類の種子の種皮外層は多肉質でしばしば派手な色をしており、大型動物に被食・排出されることで種子散布（動物被食散布）されると考えられている。ソテツ類の種子の胚乳にはサイカシンなど毒が含まれるが、種皮外層には毒がほとんど含まれないことが報告されている。一方、ナンヨウソテツ（Cycas rumphii）などいくつかの種では種子の種皮が海綿質で水に浮き、海流散布されると考えられている。

## 保全状況評価
国際自然保護連合（IUCN）のレッドリストでは、ソテツ属のうち11分類群が近絶滅種、16分類群が絶滅危惧種、30分類群が危急種に指定されている（2020年現在）。これらの種の減少の主な原因は、農業や開発による生息環境の破壊、園芸のための違法な採取、気候変動などである。
ソテツ科の全種は、ワシントン条約の附属書II類に指定されている（チャボソテツ Cycas beddomei はより規制が厳しい附属書I類に指定されている）。

## 人間との関わり

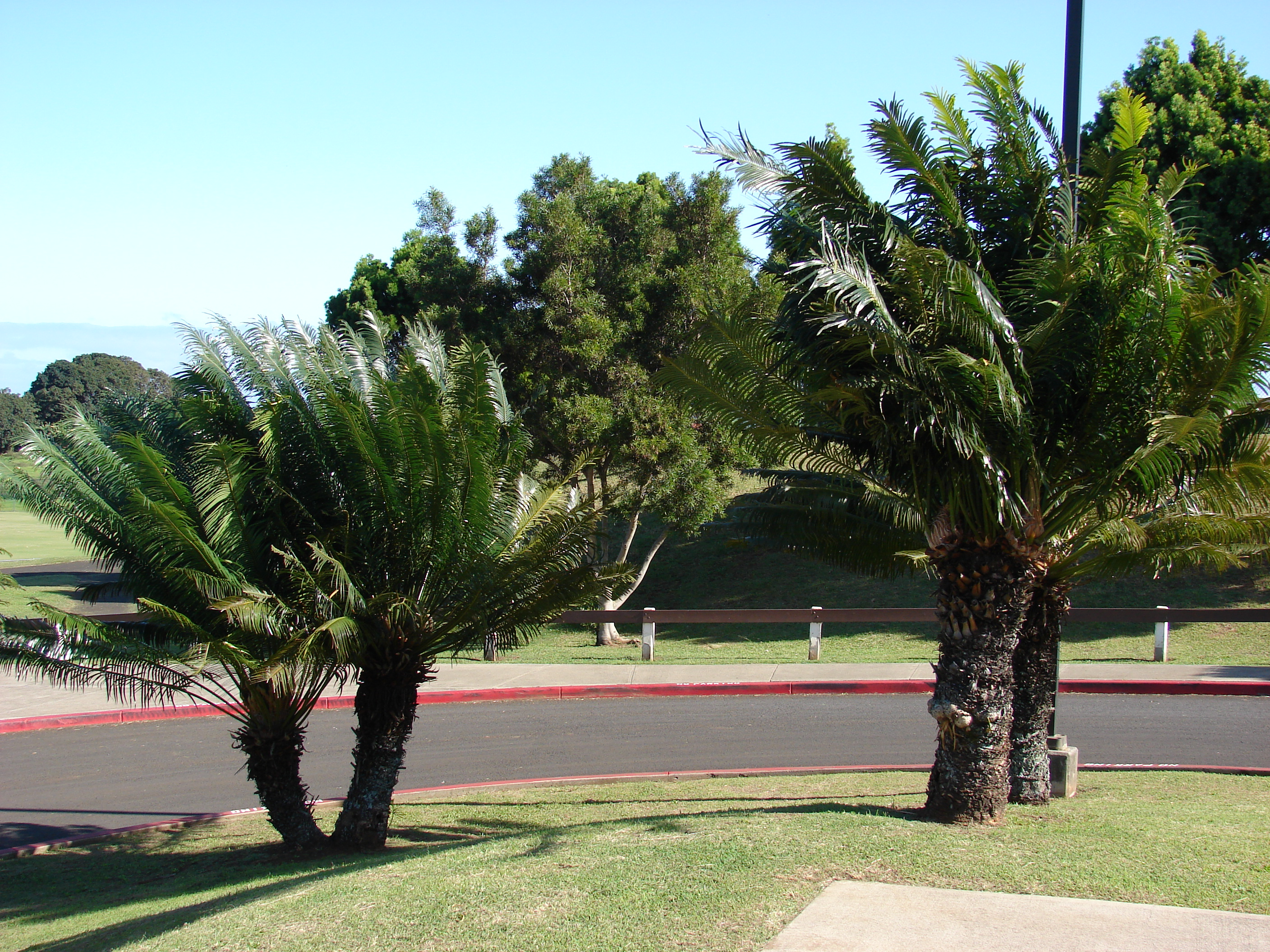
7. 植栽されているインドソテツ（ハワイ）

ソテツ属の中で、日本に自生するソテツ（Cycas revoluta）は観賞用に世界中の暖地で植栽されており、他にも インドソテツ（C. circinalis）、C. media、C. pectinata、ナンヨウソテツ（C. rumphii）、C. thouarsii などが利用されることがある（図7）。
ソテツ属植物の幹などから抽出したデンプン（サゴ sago ともよばれる）は、食用に利用されることがあるが、サイカシンやBMAAなどの毒を含むため、その除去を必要とする。グアム島の風土病として筋萎縮性側索硬化症/パーキンソン認知症複合 (Guam ALS/PDC) があるが、ソテツ属（もしくはこれに共生するシアノバクテリア）が産生する毒が原因ではないかと考えられている。
ソテツ属から得られたデンプンは、粥や味噌、アルコール飲料などに利用されることがある。また、種子や葉は、民間薬として利用されることがある。

## 分類
ソテツ属は、1753年にカール・フォン・リンネによって記載された属である。属名の Cycas は、ギリシア語の koikas を書き間違えた kykas に由来するとされる。もともとkoikas は、古代ギリシアの博物学者であるテオフラストスが、エジプト産のドームヤシ（ヤシ科）に充てた語であると考えられている。
現生ソテツ類の中で、ソテツ属（Cycas）が最初に他と別れた属であることは、形態および分子形質から強く支持されている。古くは、すべてのソテツ類をソテツ科にまとめることもあったが、2023年現在ではふつう本属のみがソテツ科として分けられている（他の現生ソテツ類は、ザミア科に分類されることが多い）。ソテツ属は、小葉の葉脈が分枝しないこと、雌生殖器として大胞子葉が集まっているだけで明瞭な大胞子嚢穂を形成しないことなどで他の属と区別できる。
2023年現在、ソテツ属には約120種が知られている。古くは、半地中性の球根状の茎をもつ種が Epicycas として分けられたこともある。また、複数の亜属や節に分ける分類体系がいくつか提唱された。その中で、2018年現在では、小胞子葉や大胞子葉、種子の形態的特徴に基づいてソテツ属を6節（Asiorientales, Panzhihuaenses, Stangerioides, Wadeanae, Indosinenses, Cycas）に分類する体系が一般的となっている（表1, 2）。この体系は、分子系統学的研究からも支持されているが、Stangerioides 節は単系統群ではないことが示されている（下図8）。また、ソテツ属内の現生種の種分化は比較的最近の出来事であり、3,600万年前から1,000万年前の間に始まったと推定されている。
| 節             | 小胞子嚢葉   | 大胞子嚢葉先端 | 胚珠 | 種子                          | 分布                                                            |
| -------------- | ------------ | -------------- | ---- | ----------------------------- | --------------------------------------------------------------- |
| Asiorientales  | 硬い、ロウ質 | 羽状           | 有毛 | 赤い外層 平滑で縦溝がある中層 | 九州から台湾、中国東南部                                        |
| Panzhihuaenses | 硬い、ロウ質 | 羽状           | 無毛 | 赤橙色の外層 平滑な中層       | 中国中南部                                                      |
| Stangerioides  | 柔軟         | 羽状           | 無毛 | 黄色の外層 突起で覆われた中層 | 中国南部からインドシナ                                          |
| Wadeae         | 柔軟、ロウ質 | 羽状           | 無毛 | 黄色の外層 縦綾がある中層     | フィリピン                                                      |
| Indosinenses   | 硬い         | 羽状           | 無毛 | 橙色、繊維質の外層 平滑な中層 | ヒマラヤからインドシナ                                          |
| Cycas          | 木質         | 非羽状         | 無毛 | 多様                          | 東アフリカ、マダガスカル、インド、 東南アジア、北オーストラリア |

|  | Wadeae 節                                                    |
|  |                                                              |
|  | \| \| Indosinenses 節 \| \| \| \| \| \| Cycas 節 \| \| \| \| |
|  |                                                              |
|  | Indosinenses 節                                              |
|  |                                                              |
|  | Cycas 節                                                     |
|  |                                                              |

|  | Indosinenses 節 |
|  |                 |
|  | Cycas 節        |
|  |                 |

|  | Wadeae 節                                                    |
|  |                                                              |
|  | \| \| Indosinenses 節 \| \| \| \| \| \| Cycas 節 \| \| \| \| |
|  |                                                              |
|  | Indosinenses 節                                              |
|  |                                                              |
|  | Cycas 節                                                     |
|  |                                                              |

|  | Indosinenses 節 |
|  |                 |
|  | Cycas 節        |
|  |                 |

|  | Wadeae 節                                                    |
|  |                                                              |
|  | \| \| Indosinenses 節 \| \| \| \| \| \| Cycas 節 \| \| \| \| |
|  |                                                              |
|  | Indosinenses 節                                              |
|  |                                                              |
|  | Cycas 節                                                     |
|  |                                                              |

|  | Indosinenses 節 |
|  |                 |
|  | Cycas 節        |
|  |                 |

|  | Wadeae 節                                                    |
|  |                                                              |
|  | \| \| Indosinenses 節 \| \| \| \| \| \| Cycas 節 \| \| \| \| |
|  |                                                              |
|  | Indosinenses 節                                              |
|  |                                                              |
|  | Cycas 節                                                     |
|  |                                                              |

|  | Indosinenses 節 |
|  |                 |
|  | Cycas 節        |
|  |                 |

|  | Wadeae 節                                                    |
|  |                                                              |
|  | \| \| Indosinenses 節 \| \| \| \| \| \| Cycas 節 \| \| \| \| |
|  |                                                              |
|  | Indosinenses 節                                              |
|  |                                                              |
|  | Cycas 節                                                     |
|  |                                                              |

|  | Indosinenses 節 |
|  |                 |
|  | Cycas 節        |
|  |                 |

|  | Wadeae 節                                                    |
|  |                                                              |
|  | \| \| Indosinenses 節 \| \| \| \| \| \| Cycas 節 \| \| \| \| |
|  |                                                              |
|  | Indosinenses 節                                              |
|  |                                                              |
|  | Cycas 節                                                     |
|  |                                                              |

|  | Indosinenses 節 |
|  |                 |
|  | Cycas 節        |
|  |                 |

|  | Wadeae 節                                                    |
|  |                                                              |
|  | \| \| Indosinenses 節 \| \| \| \| \| \| Cycas 節 \| \| \| \| |
|  |                                                              |
|  | Indosinenses 節                                              |
|  |                                                              |
|  | Cycas 節                                                     |
|  |                                                              |

|  | Indosinenses 節 |
|  |                 |
|  | Cycas 節        |
|  |                 |

|  | Wadeae 節                                                    |
|  |                                                              |
|  | \| \| Indosinenses 節 \| \| \| \| \| \| Cycas 節 \| \| \| \| |
|  |                                                              |
|  | Indosinenses 節                                              |
|  |                                                              |
|  | Cycas 節                                                     |
|  |                                                              |

|  | Indosinenses 節 |
|  |                 |
|  | Cycas 節        |
|  |                 |

|  | Wadeae 節                                                    |
|  |                                                              |
|  | \| \| Indosinenses 節 \| \| \| \| \| \| Cycas 節 \| \| \| \| |
|  |                                                              |
|  | Indosinenses 節                                              |
|  |                                                              |
|  | Cycas 節                                                     |
|  |                                                              |

|  | Indosinenses 節 |
|  |                 |
|  | Cycas 節        |
|  |                 |

|  | Wadeae 節                                                    |
|  |                                                              |
|  | \| \| Indosinenses 節 \| \| \| \| \| \| Cycas 節 \| \| \| \| |
|  |                                                              |
|  | Indosinenses 節                                              |
|  |                                                              |
|  | Cycas 節                                                     |
|  |                                                              |

|  | Indosinenses 節 |
|  |                 |
|  | Cycas 節        |
|  |                 |

|  | Wadeae 節                                                    |
|  |                                                              |
|  | \| \| Indosinenses 節 \| \| \| \| \| \| Cycas 節 \| \| \| \| |
|  |                                                              |
|  | Indosinenses 節                                              |
|  |                                                              |
|  | Cycas 節                                                     |
|  |                                                              |

|  | Indosinenses 節 |
|  |                 |
|  | Cycas 節        |
|  |                 |

|  | Wadeae 節                                                    |
|  |                                                              |
|  | \| \| Indosinenses 節 \| \| \| \| \| \| Cycas 節 \| \| \| \| |
|  |                                                              |
|  | Indosinenses 節                                              |
|  |                                                              |
|  | Cycas 節                                                     |
|  |                                                              |

|  | Indosinenses 節 |
|  |                 |
|  | Cycas 節        |
|  |                 |

|  | Wadeae 節                                                    |
|  |                                                              |
|  | \| \| Indosinenses 節 \| \| \| \| \| \| Cycas 節 \| \| \| \| |
|  |                                                              |
|  | Indosinenses 節                                              |
|  |                                                              |
|  | Cycas 節                                                     |
|  |                                                              |

|  | Indosinenses 節 |
|  |                 |
|  | Cycas 節        |
|  |                 |

|  | Wadeae 節                                                    |
|  |                                                              |
|  | \| \| Indosinenses 節 \| \| \| \| \| \| Cycas 節 \| \| \| \| |
|  |                                                              |
|  | Indosinenses 節                                              |
|  |                                                              |
|  | Cycas 節                                                     |
|  |                                                              |

|  | Indosinenses 節 |
|  |                 |
|  | Cycas 節        |
|  |                 |

|  | Wadeae 節                                                    |
|  |                                                              |
|  | \| \| Indosinenses 節 \| \| \| \| \| \| Cycas 節 \| \| \| \| |
|  |                                                              |
|  | Indosinenses 節                                              |
|  |                                                              |
|  | Cycas 節                                                     |
|  |                                                              |

|  | Indosinenses 節 |
|  |                 |
|  | Cycas 節        |
|  |                 |

|  | Wadeae 節                                                    |
|  |                                                              |
|  | \| \| Indosinenses 節 \| \| \| \| \| \| Cycas 節 \| \| \| \| |
|  |                                                              |
|  | Indosinenses 節                                              |
|  |                                                              |
|  | Cycas 節                                                     |
|  |                                                              |

|  | Indosinenses 節 |
|  |                 |
|  | Cycas 節        |
|  |                 |

| 表2. ソテツ属の分類体系 - ソテツ属 Cycas L. (1753) - Cycas sect. Asiorientales J. Schust. (1932) ソテツ C. revoluta のみを含む。 - Cycas sect. Panzhihuaenses (D.Yue Wang) K.D.Hill (2008) C. panzhihuaensis のみを含む。 - Cycas sect. Stangerioides Smitinand (1971) C. micholitzii（タイプ種）, C. multifrondis, C. balansae, C. fugax, C. szechuanensis, C. debaoensis, C. sexseminifera, C. brachycantha, C. collina, C. hoabinhensis, C. shanyaensis, C. taiwaniana など - Cycas sect. Wadeae K.D.Hill & A.Lindstrom (2008) C. wadei（タイプ種）, C. curranii, C. saxatilis の3種を含む。 - Cycas sect. Indosinenses J. Schust. (1932) C. siamensis（タイプ種）, C. petrae, C. hongheensis, C. macrocarpa, C. clivicola, C. elephantipes, C. siamensis, C. nongnoochiae, C. condaoensis など - Cycas sect. Cycas インドソテツ C. circinalis（タイプ種）, C. indica, C. inermis, C. nitida, C. montana, C. conferta, C. maconochiei, ナンヨウソテツ C. rumphii, C. zambalensis, C. javana, C. campestris, C. pruinosa, C. media など |